# Tombe de Perneb
La tombe de Perneb est un mastaba de l'Égypte antique, construit sous les règnes de Djedkarê Isési et d'Ounas (vers 2381 à 2323 av. J.-C.), dans la nécropole de Saqqarah, au nord de la pyramide à degrés du pharaon Djéser, et à environ trente kilomètres§tres au sud de Gizeh, en Égypte. C'est la tombe de Perneb, et d'après la taille et l'emplacement de la tombe, il aurait pu être un fonctionnaire de la cour ou un membre de la famille royale.
Le tombeau est érigé au cours de la Ve dynastie dans l'Ancien Empire. Il est découvert en 1907, acheté au gouvernement égyptien en 1913 et donné au Metropolitan Museum of Art de New York, par Edward S. Harkness.
Perneb est un fonctionnaire de la cour de la maison royale qui a un rôle dans le couronnement du roi. Son nom signifie « mon Seigneur est venu vers moi ». Sa tombe est attachée à la plus grande tombe du vizir Shepsesrê, qui pourrait être le père de Perneb.

## Description

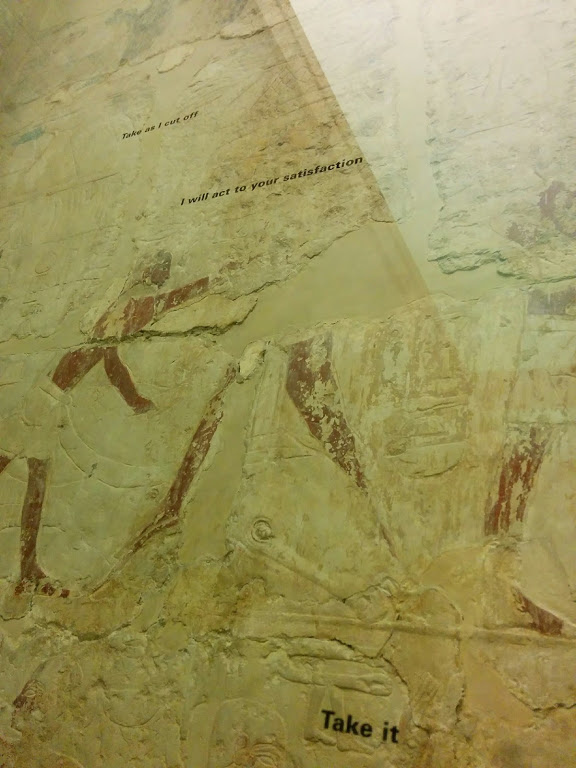
Coupe de mur de la tombe.

La tombe se compose d'une chambre funéraire souterraine et d'un mastaba en calcaire au-dessus du sol. Le mastaba se divise en quatre salles, dont une chapelle d'offrandes principale décorée et une chambre d'offrandes secondaire avec une entrée séparée. La chambre d'offrande secondaire est reliée au serdab, une pièce fermée contenant une statue de Perneb, par une fente à travers laquelle l'odeur de l'encens et des chants peut passer. Le puits funéraire de Perneb se trouve sur le côté droit de la chambre d'offrande principale. La chapelle principale des offrandes est ornée d'une fausse porte et de reliefs peints qui représentent Perneb assis à une table d'offrandes où il offre de la nourriture et d'autres biens.

## Exposition au Metropolitan Museum of Art
Le tombeau est démantelé en 1913 par Albert Lythgoe et Ambrose Lansing, avec l'aide d'ouvriers égyptiens. Il est amené aux États-Unis depuis Saqqarah cette année-là, où il est reçu par Caroline Ransom Williams. Il est remonté au Metropolitan Museum of Art, dans la galerie D4.
Le tombeau est ouvert au public le 3 février 1916.
Caroline Ransom écrit un manuel sur le tombeau, destiné au grand public et aux visiteurs de l'exposition, Le tombeau de Perneb, avec illustrations.
Depuis 2018, il se trouve à l'entrée de la collection d'art égyptien du musée. Les visiteurs peuvent entrer dans la tombe et parcourir ses salles. Certains des hiéroglyphes internes sont traduits en anglais.